# R.O. Cummings

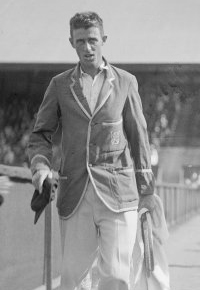
R.O. Cummings 1928.

Regnar Olaf "Jack" Cummings eller Ronald Cummings, född 1901, död 22 januari 1972, var en australisk tennisspelare som var aktiv åren kring 1930.
Cummings är internationellt främst känd för sin plats i singelfinalen i Australiska mästerskapen  1928 som han förlorade mot fransmannen Jean Borotra, också bekant som en av de fyra musketörerna. Borotra vann mötet med 6-4, 6-1, 4-6, 5-7, 6-3.
Året därpå, 1929, nådde Cumming tillsammans med landsmannen Gar Moon dubbelfinalen i mästerskapen. De mötte där landsmännen Jack Crawford och Harry Hopman som vann med 6-1 6-8 4-6 6-1 6-3.
En annan av de fyra musketörerna, fransmannen Henri Cochet, genomförde 1935-36 en internationell "tour" med spel i bland annat Egypten, Indien, Filippinerna och Australien [https://www.webcitation.org/69Bepj2Sc?url=http://www.tennisserver.com/lines/lines_03_12_01.html%5d. Cochets huvudmotståndare i Australien kom att bli Cummings som för ändamålet skrev på ett proffskontrakt. I deras första möte som spelades i Brisbane i november 1935 lyckades Cummings för första och enda gången besegra Cochet. Den då 34-årige fransmannen vann deras nästföljande matchmöte två dagar senare. Matchen följdes på plats av engelsmannen och det årets Wimbledonmästare Fred Perry. Cochet mötte därefter Cummings och andra australiska spelare i ett flertal matcher på olika orter i Australien. Cochet vann samtliga möten över Cummings, även om några var mycket jämna.